# Mr. Nuts
Mr. Nuts fue un voluminoso, gato blanco y negro de pelo corto que se dice fue capaz de predecir el perdedor de concursos tales como eventos deportivos y elecciones. Sus predicciones fueron hechas por el uso de cajas de arena para gatos.
A noviembre de 2012 un comunicado de prensa relativo a la elección presidencial estadounidense recibió cobertura en los Estados Unidos. Detalló cómo el gato predijo a Mitt Romney para ser el perdedor utilizando una caja de arena de gato colocada a la "derecha" de uno designado para referirse a Barack Obama. En lugar de seleccionar el ganador, Mr. Nuts "selecciona" la caja que determina al perdedor.
Como resultado del comunicado, Mr. Nuts se convirtió en una sensación de menor importancia en Internet, en la jornada electoral, como su historia fue recogida por los periódicos, estaciones de televisión y radio, mientras que la comediante Julie Klausner pidió a sus seguidores usar #MrNuts en todos sus mensajes políticos en Twitter. También fue incluida en una entrada del blog de las celebridades inusuales con Honey Boo Boo, Meat Loaf, Gene Simmons, Martin Sheen, Kim Kardashian, Madonna, Hulk Hogan, Axl Rose y Joss Whedon, que también se hizo viral.
Llamado así por sus prominentes "pedacitos varoniles" antes de ser castrado, se informó que el gato ha elegido con éxito al perdedor de los Super Bowls de Pittsburgh Steelers vs. Green Bay Packers, New England Patriots vs. New York Giants y los Baltimore Ravens vs. San Francisco 49ers, el sexo del hijo del Duque y la Duquesa de Cambridge, y el ganador de la Copa América 2013. 
Murió de cáncer intestinal, el 13 de marzo de 2014.